# Euphyia goniodes
Euphyia goniodes är en fjärilsart som beskrevs av Louis Beethoven Prout 1926. Euphyia goniodes ingår i släktet Euphyia och familjen mätare. Inga underarter finns listade i Catalogue of Life.